# Huinan
Huinan (chiń. 辉南县; pinyin: Huīnán Xiàn) – powiat w północno-wschodnich Chinach, w prowincji Jilin, w prefekturze miejskiej Tonghua. W 1999 roku liczył 356 272 mieszkańców.